# 德丹·基马蒂
德丹·基马蒂·瓦丘里（1920年10月31日—1957年2月18日），原名基马蒂·瓦·瓦丘里（Kimathi wa Waciuri），是肯尼亚民族主义者、独立运动家，茅茅起义的最高领导者之一，以1950年代领导肯尼亚土地自由军反抗英国的肯尼亚殖民政府而闻名。1957年，德丹·基马蒂被殖民政府逮捕并绞死，他领导的茅茅起义也因他的去世而日渐衰落。
德丹·基马蒂生前被肯尼亚民族主义者视为反抗殖民、追求独立的英雄，而英国政府认定他为恐怖分子。基马蒂逝世后，他的功绩在肯尼亚建国后很长一段时间内并不被承认，直到2002年第三任肯尼亚总统姆瓦伊·齐贝吉上台后，肯尼亚政府才开始认可并广泛纪念基马蒂生前的事迹。

## 生平
德丹·基马蒂出生于肯尼亚殖民地涅里区泰图镇的塞根盖村（Thegenge），15岁时进入当地小学就读，后升入中学学习。学习期间，基马蒂展现出了不受约束的性格，创作了许多充满激情的文章与诗歌，时常与管教他的老师发生争执，这也使得他多次被学校开除又重新入学。1940年，基马蒂参加军队，但一个月后就退伍了，据说他的退伍原因是酗酒和对新兵施暴。此后，他先后做过猪倌和小学教师的工作。
1947年—1948年间，在奧爾卡洛烏工作的基马蒂接触到了肯尼亚非洲联盟（现今的肯尼亚非洲民族联盟）并成为了联盟的成员，1950年，基马蒂已成为联盟在奥尔卡洛乌的支部书记，此后开始参与肯尼亚国土自由军，领导武装部队参与起义斗争。有史料指出，基马蒂在独立运动的过程中有通过暴力胁迫当地民众支持独立运动的行为。
1956年10月21日，基马蒂被英国殖民地警察伊恩·亨德森围困在一片森林中，他的腿部在逃脱追捕时中弹，随后被部落警察恩迪兰古·毛（Ndirangu Mau）抓获。随着基马蒂的被捕，茅茅起义逐渐转入低潮并最终失败，英国人还将基马蒂被抬在担架上的照片拍成传单四处散发，以打击茅茅武装部队的士气。
基马蒂在被逮捕后，被送往涅里的病房疗伤，后被关押进肯尼亚首都内罗毕的卡米蒂最高戒备监狱，首席大法官肯尼斯·奧康諾爵士判处他死刑。在被处决的前一天，基马蒂写信请求神父让他的孩子能够正常地接受教育，并希望当局能释放同被关押的他的妻子穆卡米·基马蒂。在处决的当天早上，他与他的妻子见面，并表示自己不后悔参与独立运动，他希望他的鲜血能浇灌肯尼亚的独立之树。1957年2月18日清晨，德丹·基马蒂被处以绞刑。

## 身后

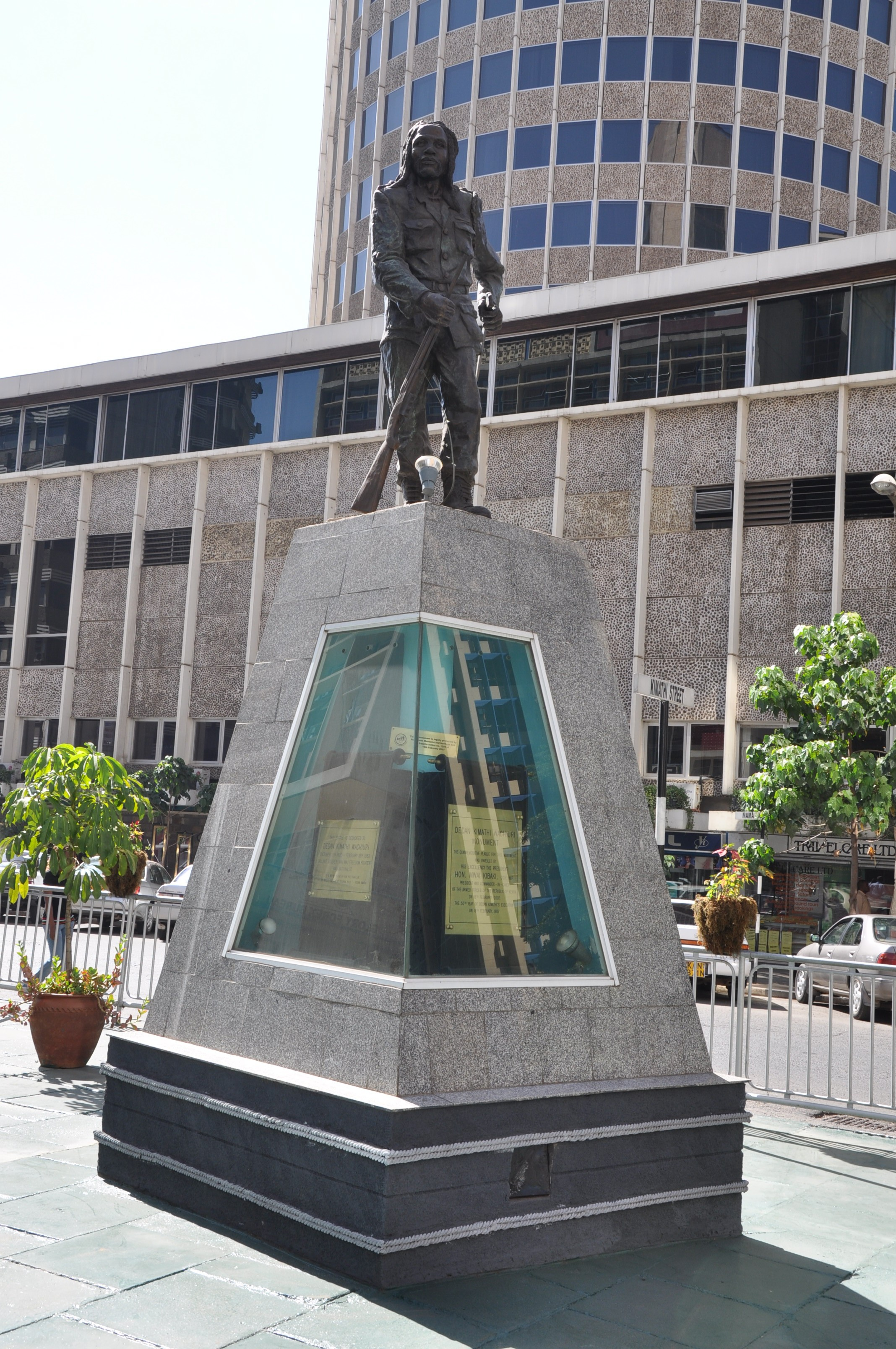
位于内罗毕的德丹·基马蒂雕像

殖民政府处决基马蒂后，将他埋葬在监狱中一个没有标记的坟墓里。他墓地的准确位置最终于2019年被确定。肯尼亚独立后，前两任总统都不承认基马蒂为独立所做的贡献，与英国殖民政府一样认定茅茅起义是恐怖主义运动。2002年12月30日，第三任总统姆瓦伊·齐贝吉就职总统后，开始在全国范围内公开纪念在茅茅起义中牺牲的英雄。2003年11月，独立40年的肯尼亚首次宣布茅茅自由运动团体（Mau Mau freedom fighters group）是合法组织，取消了先前对茅茅起义是非法的认定，并公开纪念茅茅起义中牺牲的英雄。2007年，肯尼亚政府为基马蒂树立了一座雕像。此外，肯尼亚有许多街道及机构以基马蒂的名字命名（例如位于他家乡涅里的德丹·基马蒂科技大学）。